# Pinus herrerae
Pinus herrerae är en tallväxtart som beskrevs av Maximino Martinez. Pinus herrerae ingår i släktet tallar, och familjen tallväxter. IUCN kategoriserar arten globalt som livskraftig. Inga underarter finns listade i Catalogue of Life.

## Bildgalleri

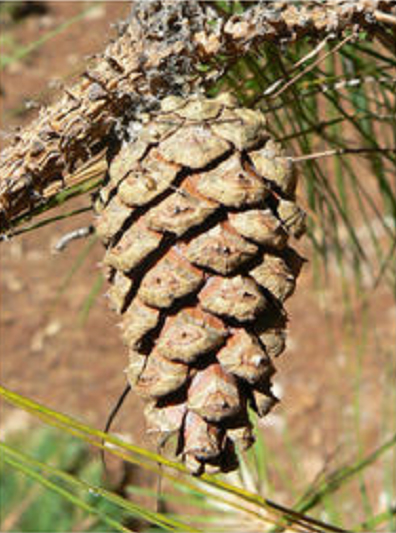